# Sead Mahmutefendić
Sead Mahmutefendić (Sarajevo, 29 de mayo de 1949) es un poeta, prosista, novelista, cuentista, ensayista, columnista y crítico literario croata y bosnio. Vive y trabaja en Rijeka y Sarajevo. 

## Biografía
Nacido en Sarajevo, Bosnia y Herzegovina. En Konjic, asistió a la escuela primaria y secundaria. En Belgrado, se graduó de la Facultad de Filología de la Universidad de Belgrado. Después de graduarse en 1973, puso en marcha una obra literaria y educativa. Ha colaborado en diversas revistas, periódicos y emisoras de radio en Croacia, Bosnia y Herzegovina y Serbia. Ha escrito obras de prosa, novelas, ensayos, columnas y una colección de poesía. Es miembro de la Sociedad de Escritores Croatas en Zagreb y la Asociación de Escritores de Bosnia y Herzegovina en Sarajevo.
Sus obras han sido traducidas en ruso, inglés, español, alemán, francés, italiano, neerlandés y macedón. Actualmente vive y trabaja en Sarajevo y en Rijeka (Croacia).

## Obras
- Knjiga opsjena i privida, Školske novine, Zagreb, 1991 - 117 p. ISBN 8674570569, ISBN 9788674570562
- Kelvinova nula, Nakladni zavod Matice hrvatske, Zagreb, 1993 - 99 p. ISBN 9539603366, ISBN 9789539603364
- Knjiga sna i nespokoja, Libellus, Rijeka, 1994 - 284 p. ISBN 9536209020, ISBN 9789536209026
- Ribe i jednooki Jack : (dijabolična komedija u obliku apsolutnog romana), Studio grafičkih ideja, Zagreb, 1995. ISBN 953-6092-09-3
- Memorandum za rekonkvistu, Meandar, Zagreb, 1995 - 139 p. ISBN 9536181258, ISBN 9789536181254
- Centrifugalni građani, Meandar, Zagreb, 1996 - 187 p. ISBN 9536181606, ISBN 9789536181605
- Zezanje Salke Pirije, Meandar, Zagreb, 1997 - 142 p. ISBN 9536181614, ISBN 9789536181612
- Začešljani vjetar: 41 apokaliptična stranica poezije, Centar za kulturu i obrazovanje, Tešanj, 1998 - 53 p.
- Veliki i mali ljudožderi: (bacchanalia moderna) : kolumne i eseji, Ljiljan, Sarajevo, 1999 - 140 p. ISBN 9958220687, ISBN  9789958220685
- Suze Dauta Arfadžana, Bosanska riječ, Tuzla, 2000 - 168 p. ISBN 3934149367, ISBN 9783934149366
- Demoni, Bosanska riječ--Bosnisches Wort, Tuzla, 2000 - 159 p. ISBN 3934149472, ISBN 9783934149472
- Kao na filmu, Bosanska riječ, Tuzla, 2001 - 160 p. ISBN 3934149359, ISBN 9783934149359
- Onanizam smrti iliti života: filozofsko-antropologijski eseji (pisani od 1987. do 1995.), Rabic, Sarajevo, 2001 - 208 p. ISBN 9958703262, ISBN 9789958703263
- Koliko je to japanski, Bosanska riječ, Wuppertal, 2002 - 104 p. ISBN 3934149693, ISBN 9783934149694
- Stranci u svome domu, Rabic, Sarajevo, 2004 - p. 119. ISBN 9789958703515, ISBN 9958703513
- Oči konačne spoznaje, Rabic, Sarajevo, 2004 - 95 p. ISBN 9958703505, ISBN 9789958703508
- Vjetar koji se pretvorio u mačku, Rabic, Sarajevo, 2005 - 147 p. ISBN 9958703572, ISBN 9789958703577
- Okvir za neku novu stvarnost, BH Most, Sarajevo, 2005 - 158 p. ISBN 9958771276, ISBN 9789958771279
- Kelvinova nula, (Izabrana djela, libro 1), Zalihica, Sarajevo, 2005 - 115 p. ISBN 9958942690, ISBN 9789958942693
- Ribe i jednooki Jack, (Izabrana djela, libro 2), Zalihica, Sarajevo, 2005 - 141 p. ISBN 9958942690, ISBN 9789958942693
- Prepolovljena voda: omnibus-roman, BH Most, Sarajevo, 2008 - 111 p. ISBN 9958771411, ISBN 9789958771415
- Euklidove šetnje, BH Most, Sarajevo, 2009.
- Lo zero Kelvin, Edit Santoro, 2018 - 111 p. ISBN 8899584699, ISBN 9788899584696
- Draž i užas laži: roman, Dobra knjiga, 2011 - 131 p. ISBN 9958270404, ISBN 9789958270406